# Juazeiro EE
Die Juazeiro Empreendimentos Esportivos ist ein Fußballverein aus Juazeiro do Norte im brasilianischen Bundesstaat Ceará.

## Geschichte
Juazeiro wurde am 12. Oktober 1998 gegründet. Die Klubgründung hatte das Ziel, einen Ersatz für den in Konkurs gegangenen Icasa EC ins Leben zu rufen. Der Klub übernahm direkt die Nachwuchsmannschaften von Icasa. 1999 nahm Juazeiro den Startplatz von Icasa in der Staatsmeisterschaft von Ceará an. In dieser erreichte der Klub das Finale gegen den Ceará SC. Die Partie endete 0:0. Aufgrund der besseren Ergebnisse in der zweiten Runde wurde Ceará zum Meister und Juazeiro zum Vizemeister erklärt. Der Erfolg qualifizierte den Klub zur Teilnahme an der Copa do Nordeste 2000. In dieser trat man in der Gruppe D an, schied aber schon nach der Gruppenphase aus. Es standen ein Unentschieden und fünf Niederlagen bei 6:17 Toren zu buche. In 2000er Ausgabe der Staatsmeisterschaft erzielte Juazeiro noch gute Ergebnisse. 2001 konnte die Qualität des Kaders nicht gehalten werden. Infolgedessen belegte man dann mit neunten Platz einen Abstiegsrang. Der Vorstand des Klubs war unzufrieden mit dem Abstieg in die Segunda Divisão. Er erklärte sich bereit die Schulden des Icasa EC zu übernehmen. Dadurch konnte der Klub Konkurs anmelden und die Fußballabteilung wurde geschlossen. Am 7. Januar 2002 wurde als Nachfolgerklub der Associação Desportiva Recreativa e Cultural Icasa gegründet, der die Farben und das Wappen der alten Icasa übernahm.
Juazeiro selbst erfolgte im September 2010 dann einer Wiederbelebung. Die neue Mannschaft startete in der 3ª Divisão von Ceará 2010 und erreichte hier mit dem dritten Platz einen Aufstiegsplatz in die Segunda Divisão 2011. Seitdem hat der Klub an keinem Profiwettbewerb teilgenommen. Ist aber weiterhin Mitglied des Verbandes von Ceará, dem Federação Cearense de Futebol (FCF).

## Teilnahme an Fußballwettbewerben
| Wettbewerb                          | Teilnahmen     |
| ----------------------------------- | -------------- |
| Staatsmeisterschaft                 | 3× – 1999–2001 |
| Staatsmeisterschaft Segunda Divisão | 2011–2012      |
| Staatsmeisterschaft 3ª Divisão      | 2010           |
| Copa do Nordeste                    | 2000           |

## Erfolge
- Staatsmeisterschaft von Ceará Vizemeister: 1999

## Frauenmannschaft
Für Juazeiro trat auch eine Damenmannschaft in der entsprechenden Staatsmeisterschaft von Ceará an. Dieses mindestens 2022. Hier erreichte der Klub das Finale, in welchem man dem Ceará SC mit 0:12 unterlag. Ein Bestand dieser Mannschaft ist nicht nachgewiesen.